# Експрес (зупинний пункт)
Експрес — пасажирський залізничний зупинний пункт Херсонської дирекції залізничних перевезень Одеської залізниці.
Розташований біля дачного кооперативу «Експрес» Олешківського району Херсонської області на лінії Херсон — Вадим між станціями Олешки (7 км) та Раденське (6 км).